# Typhlodromus yasumatsui
Typhlodromus yasumatsui är en spindeldjursart som beskrevs av Ehara 1966. Typhlodromus yasumatsui ingår i släktet Typhlodromus och familjen Phytoseiidae. Inga underarter finns listade i Catalogue of Life.